# Pamphorichthys araguaiensis
Pamphorichthys araguaiensis är en fiskart som beskrevs av Costa, 1991. Pamphorichthys araguaiensis ingår i släktet Pamphorichthys och familjen Poeciliidae. Inga underarter finns listade i Catalogue of Life.